# Gomphocarpus cancellatus
Gomphocarpus cancellatus là một loài thực vật có hoa trong họ La bố ma. Loài này được (Burm.f.) Bruyns mô tả khoa học đầu tiên năm 1995.